# Omar al-Hariri
ʿOmar al-Ḥarīrī (in arabo ﻋﻤﺮ ﺍﻟﺤﺮﻳﺮﻱ‎?; 1944 – Beida o Gubba, 2 novembre 2015) è stato un militare e politico libico.

## Biografia
Il gen. ʿOmar al-Mukhtār al-Ḥarīrī al-ʿUbaydī - nato in un imprecisato giorno del 1944 all'interno della tribù degli al-ʿUbaydāt, nella zona del Gebel el-Achdar, nella Libia orientale (Cirenaica) - è un alto ufficiale libico componente del Consiglio nazionale di transizione della Libia, che lo ha designato nel marzo del 2011 ministro degli affari militari. Ha quindi il comando del Esercito Nazionale di Liberazione Libico e della Libera aeronautica militare libica.
Al-Ḥarīrī ha partecipato al colpo di Stato militare - in quanto appartenente ai "Liberi Ufficiali Unionisti (in arabo الضباط الوحدويين الأحرار ‎?, al-Ḍubbāṭ al-waḥdawiyyīn al-aḥrār) - che nel 1969 ha condotto alla fine della monarchia senussita e che insediò come suo più autorevole esponente l'allora ventinovenne capitano Muʿammar Gheddafi, trasformatosi progressivamente, nell'arco di 42 anni di potere, da "uomo forte" a vero e proprio dittatore. 
Al-Ḥarīrī tentò di realizzare nel 1975 un complotto per rovesciare Gheddafi ma il piano fu scoperto e 300 persone furono arrestate e quattro di loro uccise nel corso degli interrogatori. Dei restanti, 21 furono condannati a morte, incluso al-Ḥarīrī. Rimase invece in carcere per 15 anni, dal 1975 al 1990, senza che la sentenza capitale gli fosse mai commutata in una pena detentiva, e per 4 anni e mezzo rimase in completo isolamento carcerario. Solo nel 1990 Gheddafi gli commutò la pena in quella degli arresti domiciliari e la pena rimase immutata fino all'inizio della rivoluzione libica del 2011.
Morì il 2 novembre 2015 in un incidente stradale, avvenuto tra Beida e Gubba.